# Læraðr

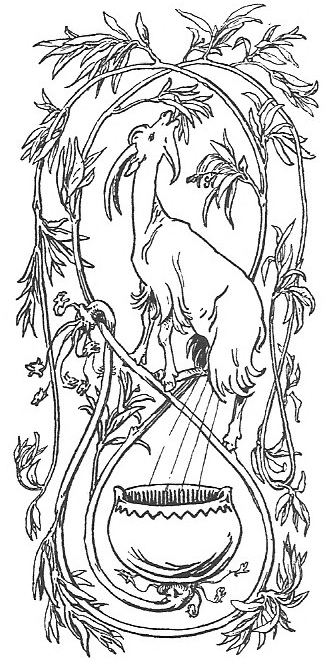
Heiðrún, se repaissant du feuillage de Læraðr.

Læraðr, ou Læradr, est un chêne dans  la mythologie nordique, parfois assimilé à l'arbre Yggdrasil. La chèvre Heidrun et le cerf Eikthyrnir broutent son feuillage.
Dans certaines versions, Læraðr est l'arbre qui pousse au sommet même du Valhalla, d'Ásgard et d'Yggdrasil.

## Étymologie
Son nom pourrait dériver du vieil islandais Hléraðr, « celui qui procure le repos »,.
Une autre interprétation part d'un des sens de læ, « trahison ». Læraðr serait alors l'« organisateur de la trahison », référence à Yggdrasil où Odin se sacrifie lui-même".

## Occurrences dans les textes mythologiques

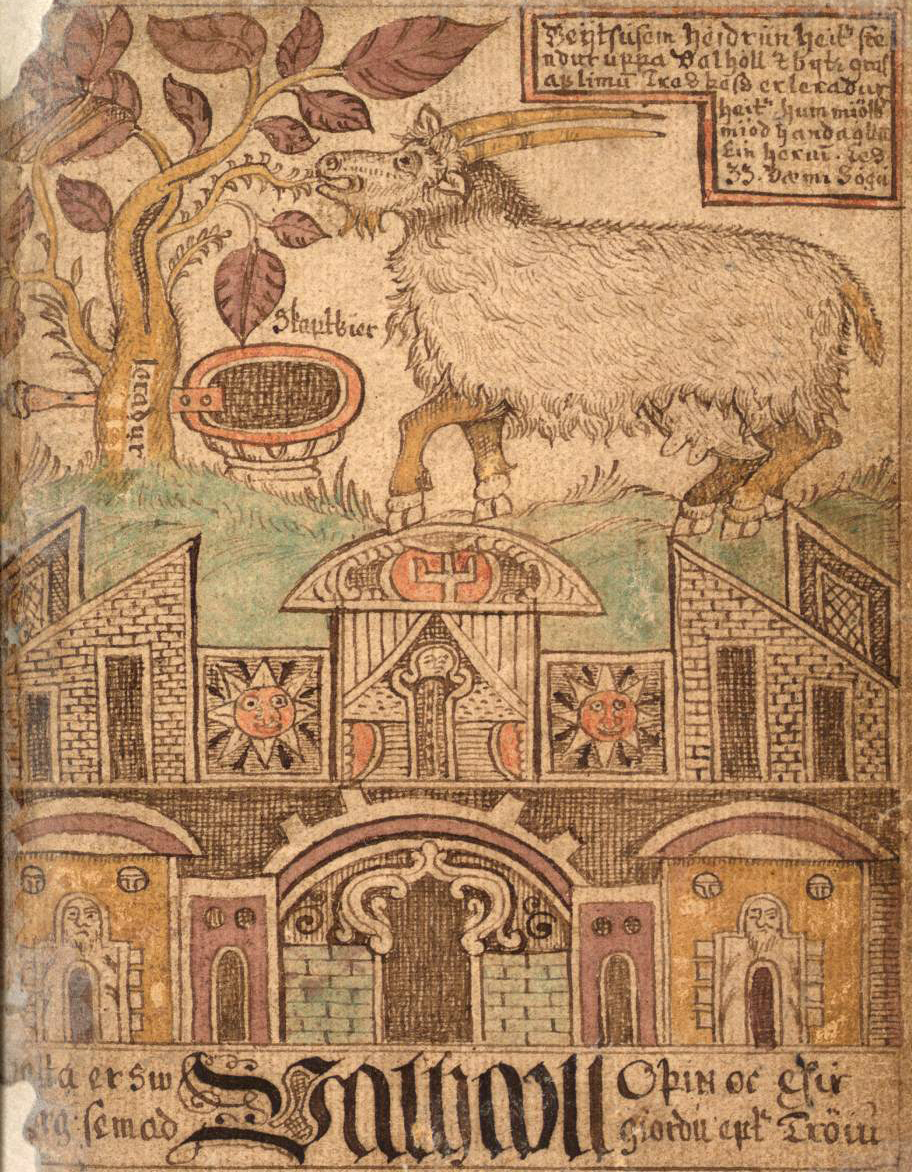
Illustration de la chèvre Heiðrún mangeant des feuilles de l'arbre Læraðr au dessus du Valhalla, issue d'un manuscrit d'Islande du 18th siècle.

### Edda poétique
L'arbre est mentionné dans deux strophes du Grímnismál :
« Heidrûn the goat is called,
that stands o’er Odin’s hall
and bits from Lærâd’s branches.
He a bowl shall fill
with the bright mead
that drink shall never fail.

Eikthyrnir the hart is called
that stands o’er Odin’s hall
and bites from Lærâd’s branches
from his horns fall
drops into Hvergelmir,
whence all waters rise »
— traduction de Benjamin Thorpe, 1866, Edda Sæmundar Hinns Froða: The Edda Of Sæmund The Learned

« C'est la chèvre Heidrûn, qui se tient au Valhalla et mange les bourgeons du célèbre arbre Læraðr. Elle remplit d'hydromel brillant un chaudron inépuisable.

C'est le cerf Eikthyrnir, qui se tient au Valhalla et broute les branches de Læraðr. De ses bois les gouttes tombent dans Hvergelmir, d'où viennent toutes les eaux. »
— Edda Sæmundar Hinns Froða: The Edda Of Sæmund The Learned

### Edda de Snorri
Sous le nom de Léraðr l'arbre apparaît aussi dans le Gylfaginning de Snorri Sturluson :
« The she-goat, she who is called Heidrún, stands up in Valhall and bites the needles from the limb of that tree which is very famous, and is called Léraðr; and from her udders mead runs so copiously, that she fills a tun every day. [...]
 Even more worthy of note is the hart Eikthyrni, which stands in Valhall and bites from the limbs of the tree; and from his horns distils such abundant exudation that it comes down into Hvergelmir, and from thence fall those rivers called thus [...]. »
— traduction de Brodeur

« La chèvre nommée Heidrun vit au Valhalla et mord les aiguilles des feuilles du célèbre arbre Léraðr. Et de ses mamelles l'hydromel coule si copieusement qu'elle en remplit un chaudron chaque jour. [...]
Encore plus digne d'attention est le cerf Eikthyrni, qui vit au Valhalla et broute les feuilles de l'arbre. Et de ses bois perlent tant d'eau qu'elle tombe dans le Hvergelmir d'où partent les rivières ainsi nommées[...] »